# 米洛拉德·多迪克
米洛拉德·多迪克（1959年3月12日—），波斯尼亞和黑塞哥維那塞尔维亚族政治人物。1998年1月18日至2001年1月12日，2006年2月28日至2010年11月15日，两次担任波斯尼亚和黑塞哥维那塞族共和國總理、2010年11月至2018年11月，和2022年11月起担任塞族共和国总统。亦曾任波斯尼亚和黑塞哥维那主席团主席。